# Tracy-le-Val
Tracy-le-Val är en kommun i departementet Oise i regionen Hauts-de-France i norra Frankrike. Kommunen ligger i kantonen Ribécourt-Dreslincourt som tillhör arrondissementet Compiègne. År 2022 hade Tracy-le-Val 1 041 invånare.

## Befolkningsutveckling
Antalet invånare i kommunen Tracy-le-Val
| Referens: INSEE |